# Cocatherium
Cocatherium is een uitgestorven buideldier behorend tot de Polydolopimorphia en het kwam in het Paleoceen voor in Zuid-Amerika.
De oorsprong van de Zuid-Amerikaanse metatheriën ligt in Noord-Amerika. Cocatherium is het oudst bekende Zuid-Amerikaanse buideldier. Het dier is bekend van fossiel materiaal uit de Lefipán-formatie bij Grenier Farm in de Argentijnse provincie Chubut, die dateert uit het vroegste Paleoceen. Het feit dat Cocatherium behoort tot een ontwikkelde buideldiergroep en geen basale soort is en de diversiteit van de metatheriën in het Vroeg-Paleoceen van de Santa Lucía-formatie in Bolivia wijst op een migratie vanuit het noorden in het Laat-Krijt. 